# Битка на Неретви
Битка на Неретви, позната и као Битка за рањенике, офанзивна су и дефанзивна дејства Оперативне групе дивизија (ОГД) Врховног штаба Народноослободилачке војске (НОВЈ) и партизанских одреда Југославије (ПОЈ) током циклуса противпартизанских операција њемачких, италијанских и хрватских трупа под условним називом Вајс (њем.  — „Циклус операција ’Бијело’”) од 9. фебруара до 23. марта 1943. године. У југословенској и совјетској историографији циклус операција Вајс познат је и као Четврта непријатељска операција.
Битка на Неретви била је од стратешког значаја и једна од највећих и најтежих битака Народноослободилачке борбе народа Југославије. Спроведена је на подручју Босне и Херцеговине на потезу Бугојно — Сарајево — Невесиње — Љубушки — Имотски — Ливно — Гламоч. У току борбених дејстава битка је прерасла у борбу партизанских дивизија за спавање својих рањеника у долини Раме и Неретве.
Југословенски војни историчари борбе ОГД дијеле у три етапе. У првој етапи (9—26. фебруар), нарочито, ОГД је извршио противудар на италијанске војне гарнизоне у долинама Раме и Неретве, а такође је водио борбе за пријевој Иван-седло и Коњиц. Током друге етапе (27. фебруар — 5. март) ОГД се прегруписала, вођене су одбрамбене борбе сјеверно од Прозора и кренуо је партизански контраудар на противника у угроженом правцу код Горњег Вакуфа. У трећој етапи (6—22. март) ОГД је прешла Неретву, пробила се у источну Херцеговину и код Главатичева, Невесиња и Калиновика поразила групацију Југословенске војске у отаџбини (ЈВуО).
Борбе су се одвијале у тешким зимским условима у ријетко насељеном, неприступачном планинском шумовитом подручју испресијецаном ријечним кањонима. Положај партизана погоршала је глад и епидемија пјегавог тифуса. Упркос томе, ОГД је, уз велике губитке, на крају осујетила планове за његовим уништењем од вишеструко надмоћнијих снага сила Осовине. Након битке, иницијатива у Партизанско-четничком сукобу у потпуности је прешла на партизане.

## Предисторија

### Догађаји који су претходили бици
Усљед Бихаћке операције НОВЈ од 29. октобра до 20. новембра 1942. ослобођени су Бихаћ, Босанска Крупа, Цазин, Слуњ и низ сеоских насеља. До зиме 1942, територија Бихаћке републике захватала је површину од око 50.000 км² и покривала је читаве области Независне Државе Хрватске (НДХ) у италијанској и њемачкој зони војне одговорности — Босанску Крајину, Лику, Кордун и Банију — која су се протезале на сјеверу од Карловца ка југу до Макарске ривијере и Јадранског приморја. У Бихаћу је 26. новембра одржано прво заједање скупштине делегата КПЈ на којој је основано Антифашистичко вијеће народног ослобођења Југославије (АВНОЈ), која се прогласила представником народних маса и општеполитичким органом народноослободилачког покрета. На засједању су донијете одлуке о очувању права приватне својине и одржавању општих слободних избора на крају рата. Нови политички курс КПЈ прошио је базу народноослободилачког покрета. Још прије оснивања АВНОЈ, почетком новембра 1942, партизанске оружане снаге су реорганизоване, консолидоване у осам дивизија и добиле одлике регуларне армије. Успјеси партизана допринијели су јачању народноослободилачког покрета и поткопавању усташког политичког режима у НДХ.
Изражавајући забринутост због све веће пријетње од НОВЈ, министар спољних послова НДХ Младен Лорковић и начелник Главног штаба Домобранства Иван Прпић су 20. новембра, на састанку са представницима њемачке и италијанске команде, затражили брзо спровођење велике операције у Кордуну и Банији како би се елиминисала непосредна пријетња Загребу. Такође, изразили су наду да ће у прољеће 1943. извели велику противпартизанску операцију у западној Босни.
Уз партизане, друга оружана сила покрета отпора у Југославији били су четници, којима је руководио генерал Драгољуб Михаиловић. Грађански рат између четника и партизана водио се од новембра 1941. године. Четничка команда видјела је партизане као своје непомирљиве непријатеље. Италијанска команда, коју је представљао генерал Марио Роата, такође је сматрала партизане главном пријетњом окупационом режиму. На тој основи, четничка команда је од почетка 1942. водила политику тактичке сарадње с италијанским властима, примајући заузврат разноврсну војну и материјалну помоћ. Већина четничких снага у италијанској зони војне одговорности у НДХ била је легализована у виду италијанских помоћних трупа — Добровољачка антикомунистичка милиција, под командом војводе Илије Трифуновића Бирчанина. Број припадника се кретао око 19—20 хиљада људи. Уз подршку италијанске стране, сфера војно-политичка активност четника од љета 1942. обухватала је Црну Гору, као и италијанску зону војне одговорности у НДХ — Херцеговину и дио источне Босне. У Црној Гори се налазио штаб команданта ЈВуО. Поред војних дејстава против партизана, активност четника била је усмјерена против снага НДХ.
Кључна мета стратегије оба покрета отпора била је Србија. За Врховни штаб НОВ и ПОЈ задатак је био да успостави контролу над Србијом, а за Врховну команду ЈВуО био је да је задржи под својом контролом.
Пријетња коју су представљала дејства партизана и јачање четника, постала је значајнија у свјетлу прекретнице у рату на Средоземном ратишту, која је настала као резултат пораза њемачко-италијанске групе трупа у Другој бици код Ел Аламејна и искрцавање савезничких снага у Мароку и Алжиру. Територија НДХ заузимала је кључну позицију на Балкану. Значајан дио контролисали су партизани. У сусједним областима налазиле су се велике четничке снаге. Вермахтов Главнокомандујући Југоистока страховао је да би партизани у западној Босни и четници у Црној Гори и источној Херцеговини могли подржати искрцавање трупа западних савезника на Балкан. Хитлер је 7. децембра 1942. изразио забринутост због развоја догађаја на Балкану, сугеришући могуће искрцавање трупа западних савезника у јужној Грчкој. Партизани и четници у овом случају могли би угрозити снабдијевање њемачких трупа на линији комуникације Загреб — Београд — Ниш.

### Замисао и планови команде окупационих снага
Од децембра 1942. до јануара 1943, током низа састанака на нивоу њемачког и италијанског војно-политичког руководства, постигнут је договор о спровођењу велике „акције чишћења” (њем. Säuberungsoperation) — циклус противпартизанских операција под условним називом Вајс' ради стабилизације НДХ, којој је пријетио унутрашњи колапс. Циклус операција морао је да се изврши у три етапе. Током прве (операција „Вајс-1”) планирано је уништење главних снага НОВЈ, ликвидација тзв. „Титове државе” (њем. Tito-Staat) и повратак контроле над територијом југоисточно од ријека Купа и Сава и западно од ријеке Уне. Замисао операције „Вајс-1” у суштини је понављао приједлоге генерала Прпића да се ликвидирају партизанске снаге у Кордуну, Банији и дијелу западне Босне. У другој етапи (операција „Вајс-2”) задатак је био уништење јединица и одреда партизана који би избјегли напад, као и оних који су били дислоцирани јужно од линије Босански Петровац — Кључ — Мркоњић Град. Завршна етапа (операција „Вајс-3”) требала је уништи преостале партизанске формације и разоружа четнике у Херцеговини, Далмацији, а затим и у Црној Гори.
У складу са директивама Врховне команде Вермахта (ВКВ) од 16. децембра 1942. које су захтијевале употребу најбруталнијих мјера у „борби против банди”, наређењем команданта њемачких трупа у НДХ генерала Литерса од 12. јануара 1943. ван закона су стављени сви заробљеници у зони борбених дејстава и превиђена је депортација мушких цивила старости од 15 до 50 година. Истовремено, изасланик Вермахта у НДХ генерал Едмунд Глез фон Хорстенау постигао је код генерала Лера ублажавање почетних мјера. Према његовом приједлогу, заробљенике је требало послати на принудни рад у Њемачку, а да се међу њима створи резерва талаца како би имали при руци „саучеснике” који ће се користити у каснијим репресивним акцијама. Укупно је планирано да се у логоре пошаље око 22.500 људи. Истовремено, дивизијама је наређено да одаберу 150 угледних затвореника за накнадну размјену са заробљеницима и 300 за „казнене мјере” (њем. Sühnemaßnahmen).

### Операција Вајс-1

#### Оперативна замисао и снаге
Детаљи плана за операцију „Вајс-1” договорени су на састанку у Загребу 9. јануара 1943. коме је присуствовао и Главнокомандујући Југоистока генерал Лер, командант њемачких трупа у НДХ генерал Литерс, командант италијанске 2. армије генерал Роата и командант италијанске 5. армијског корпуса генерал Глорија.
Према плану операције, трупе распоређене за учешће требале су да буду концентрисане око подручја Карловац — Огулин — Госпић — Оточац — Сански Мост — Петриња. Затим, у року од два дана морала је да буде пресјечена брзим напредовањем 7. СС брдске пјешадијске дивизије „Принц Еуген” правцем Карловац — Слуњ — Бихаћ — Врточе, 717. пјешадијска дивизија на правцу Сански Мост — Кључ — Босански Петровац — Врточе и италијанска 12. пјешадијска дивизија „Сасари ” на правцу Грачац — Кулен Вакуф — Врточе. Преостале јединице су напредовале на боковима два главна правца операције, затварајући и стежући обруч око партизанских снага. 369. пјешадијска дивизија требала је да напредује са сјевера правцем Приједор — Босански Петровац и обезбиједи везу са лијевим боком 7. СС дивизије. Сектор између 369. и 717. пјешадијске дивизије (Босански Нови — Приједор) требала је да блокирала и чисти од партизанских формације 714. пјешадијска дивизија. Из средње и сјеверне Далмације наступале су италијанске дивизије: дивизија „Ломбардија” на правцу Огулин — Слуњ, дивизија „Ре” на правцу Госпић — Босански Петровац. Италијани су требали да покрију десни бок 7. СС дивизије и, повезујући се с њом, затворе јужни сегмент окружења. У завршној етапи операције, концентрична офанзива требала је да уништи партизанске трупе у опкољеним подручјима на планинама Грмеч и Пљешевица.
Према информацијама Војноисторијског института Београда, у операцији „Вајс-1” биле су укључене формације:
- њемачки корпус „Хрватска” (јединице потчињене команданту њемачких трупа у Хрватској):[30] 7. СС добровољачка брдска дивизија Принц Еуген, 369. пјешадијска дивизија, окупационе 714. и 717. пјешадијска дивизија,[д] један пук 187. пјешадијске дивизије, као и двије домобранске бригаде придружене корпусу.[ђ] Укупан број био је око 57.000 људи;[22]
- италијански 5. армијски корпус које су чиниле три пјешадијске дивизије: 13. „Ре”, 57. „Ломбардија” и 12. „Сасари”; придружено му је седам усташких и домобранских батаљона, као и книнска и херцеговачка група четника (око 2000, односно 3000 људи). Укупан број је био око 38.000 људи.[35][22] Према њемачком историчару Клаусу Шмидеру, свака од италијанских дивизија одредила је по једну пуковску борбену групу за учешће у операцији.[36]

Ваздушну подршку пружало је четрнаест ескадрила авијације, које су бројале 150 авиона. За разлику од претходне велике заједничке њемачко-италијанске операције „Трио”, дејства копнених трупа подржавало је не само италијанско ваздухопловство, него и 100 њемачких и хрватских авиона авијацијске команде „Вајс” (њем. Fliegerführer «Weiß»).
Подручје операције захватало је око 13.000 км², а обим је достигао 350 км. Међутим, због недовољне бројности трупа, планирано опкољавање било је предвиђено да обухвати мање од половине територије коју су контролисали партизани. Према Шмидеру, трупе сила Осовине, упркос епидемији пјегавог тифуса која је бјеснила на овом подручју, супротставило се око 25—30 хиљада борбено провјерених, релативно добро наоружаних и „у поређењу са наредним фазама циклуса операција, одморни и добро ухрањени борци”. Према југословенским подацима, 1. хрватски и 1. босански корпус, који су учествовали у одбрамбеним борбама током операције „Вајс-1”, располагали су са око 26 хиљада људи.
Основне снаге НОВЈ у НДХ уочио операције „Вајс-1” биле су обједињене у три велике формације: 1. хрватски корпус, 1. босански корпус и Оперативну групу дивизија (ОГД) Врховног штаба НОВ и ПОЈ.
- Први хрватски корпус, командант Иван Гошњак. На располагању је имао укупно 15.500 људи:
  - 6. личка пролетерска дивизија (1, 2. и 3. бригада) налазила се на линији Чудин кланац — Грачац;
  - 7. банијска дивизија (7, 8. и 16. бригада) и Банијски партизански одред налазили су се на ослобођеној територији Баније и контролисали линију фронта Костајница — Суњ — Петриња — Глина;
  - 8. кордунашка дивизија (5. и 15. бригада) налазила се на правцу Карловац — Слуњ, а њена 4. бригада заједно са 13. пролетерском бригадом дјеловала је у Жумберку;
  - Кордунашки партизански одред бранио је правац на страни Карловца од Коране до Мрежнице;
  - Приморско-горанска група (6. и 14. бригада) са Личким партизанским одредом била је дислоцирана у рејону села Плашки.[41][40]
- Први босански корпус, командант Коста Нађ. На располагању је имао 11.500 људи:
  - 4. крајишка дивизија (2. и 5. бригада) налазила се на Козари. Њена 6. бригада покривала је правац Сански Мост — Босанска Крупа;
  - 5. крајишка дивизија (1, 4. и 7. бригада) налазила се на подручја Босанског Новог, углавном на десној обали ријеке Сане;
  - 9. крајишка ударна бригада блокирала је правац Босански Нови — Оток;
  - Комбинована бригада (од 4. фебруара 1943. 10. крајишка бригада) правцу Босанско Грахово — Книн;
  - 3. крајишки партизански одред.[41][40]
- Оперативна група дивизија Врховног штаба састојала се од три дивизије, са укупно око 14.000 људи:
  - 1. пролетерска дивизија (1. пролетерска, 3. пролетерска санџачка и 3. крајишка пролетерска бригада) дислоцирана на подручју Прњавора, Теслића и Бање Луке;
  - 2. пролетерска дивизија (4. пролетерска црногорска и 7. крајишка бригада) у рејону Босанског Грахова, а њена 2. далматинска бригада на правцу Дувно — Имотски;
  - 3. ударна дивизија (1. далматинска пролетерска, 5. пролетерска црногорска и 10. херцеговачка бригада) налазила се на подручју Травник — Жепче — Зеница.[40]

Девета далматинска дивизија била је у саставу формација у зони Биоково — Имотски — Љубишки. Формације ОГД распоређене су изван подручја операције „Вајс-1”.
До почетка њемачке операције, Врховни штаб НОВ и ПОЈ је имао обавјештајне податке о припремама непријатеља. Тако историчар Клаус Шмидер примјећује да је Тито „најкасније десет дана прије почетка офанзиве” био свјестан намјера својих противника. Партизанска команда, међутим, није имала детаљније податке о планираној офанзиви. Под овим условима, јединице и партизански одреди добијали су упутства да руше мостове, путеве и постављају засједе у угроженим подручјима. У току борби, партизани су морали да користе флексибилну одбрану, ударајући по боковима и позадини колона које су напредовале. Мјере предузете од првог дана операције „Вајс-1” знатно су отежале дејства њемачких и италијанских трупа.

#### Етапе операције Вајс-1
Операција „Вајс-1” изведена је у двије етапе. У првој, од 20. до 31. јануара 1943, борбе су се водиле на Кордуну, Банији, Лици и Босанској Крајини. Друга етапа обухватала је период од 1. до 15. фебруара. Истовремено су се одвијале посљедње борбе у Лици и Босанској Крајини, док је Грмеч постао поприште главних сукоба.
У југословенској историографији циклус операција „Вајс” се назива и „Четврта непријатељска офанзива”, а дејства партизанских јединица у процесу одбијања операције „Вајс-1” описује се као одбрамбена дејства 1. хрватског и 1. босанског корпуса НОВЈ.

#### Борбена дејства и исход операције Вајс-1
Операција „Вајс-1” почела је ујутру 20. јануара 1943. нападом на партизанску територију, чији је главни центар отпора, према Нијемцима, била природна тврђава „комунистичке државе” — планина Грмеч. Међутим, није се све одвијало по плану. Планери су потцијенили борбену ефикасност партизана и тешке услове терена, што је утицало на тајминг рјешавања постављених задатака. Осим тога, убрзо је постало јасно да се главна група Врховног штаба налази изван подручја предвиђеног за окружење. Према подацима Клауса Шмидера, италијански 18. и 6. корпус забиљежили су кретање јединица ОГД на исток у децембру 1942, међутим, овај податак вјероватно није пренијет њемачког страни.
На главним супротстављеним правцима дејствовале су 7. СС пјешадијска дивизија, која ја наступала из Карловца, и 717. пјешадијска дивизија, која је наступала у сусрет есесовцима са подручја Бања Лука — Мркоњић Град. Предњи дио офанзиве ових дивизија био је усмјерен ка селу Врточе, гдје је требало да затворе обруч око партизанских снага. Главна улога је додијељена 7. СС пјешадијској дивизији. Морала је у прва 24 часа савладати 80 км тешког планинског терена, заузети Бихаћ и пресјећи партизанску територију на два дијела.
Главне снаге 7. СС пјешадијске дивизије напредовале су уз подршку авијације и тенкова на правцу Карловац — Слуњ — Бихаћ — Босански Петровац. Остали су напредовали помоћним правцем Писаровина — Вргинмост — Цетинград. Дејства скијаша, коњице и моторизованих јединица дивизије у почетку су изненадила развучене предње положаје 8. кордунашке дивизије. Истовремено, пристигло појачање није дозволило Нијемцима да пробију партизанску одбрану и брзо заузму Бихаћ. ВШ НОВ и ПОЈ је придавао велики значај правцу Карловац — Бихаћ, па је ту пребацио 6. и 14. приморско-горанску бригаду.
Седма банијска дивизија је првих пет дана успјешно одбијала нападе 369. пјешадијске дивизије на Шамарицу (узвишење Зринске горе). У међувремену, 7. СС пјешадијска дивизија је одбацила дијелове 8. кордунашке дивизије и приморско-горанске бригаде које су јој пристигле у помоћ и заузела је град Слуњ. ВШ НОВ и ПОЈ је 24. фебруара наредио 7. дивизији да остави 16. бригаду као препрјеку на правцу Велика Кладуша — Врнограч и да са снагама преосталих бригада и придружених јединица лоцираних сјеверно од ријеке Уне, удари на колону 7. СС пјешадијске дивизије у рејону Велике Кладуше и Пећиграда. Завршивши 24-часовни континуирани марш, 7. банијска дивизија је стигла на одредиште и без одмора се укључила у борбу. Међутим, овдје се и сама суочила са пријетњом опкољавања, пошто су трупе 7. СС пјешадијске дивизије 26. фебруара прешле на десну обалу ријеке Коране и почеле да јој залазе у позадину. Да би избјегла опкољавање, ВШ НОВ и ПОЈ је одлучио да хитно пребаци Банијце у ноћи са 28. на 29. јануар на десну обалу Уне са задатком да блокирају правац Бихаћ — Босанки Петровац. Извршивши ноћни марш, дивизија је сљедећег јутра ступила у борбу на периферији Бихаћа, али није могла да обузда јуриш Нијемаца и напустила је град у ноћи између 29. и 30. јануара.
На помоћном правцу јединице 7. СС пјешадијске дивизије „прочешљале” су планински масив Петрове горе и 27. фебруара без борбе заузеле Велику Кладушу.
Правцем Сански Мост — Босански Петровац напредовала је 717. пјешадијска дивизија и између 20. и 25. јануара са главнином својих снага прешла ријеку Сану источно од Санског Моста. Њен 737. пук је напредовао преко Грмеча на правцу Сански Мост — Бенковац, али га је 6. бригада 4. дивизије зауставила контранападом. Покушавајући да поправе ситуацију и промјене правац напада, јединице 737. пука, уз подршку 202. тенковског батаљона и авијације, успјеле су да се пробију до села Бенаковац, али у контранападу 4. крајишке дивизије опкољен је један њемачки батаљон, а теже посљедице су избјегнуте захваљујући ваздушном транспорту муниције и потрепштина.
Напредујући са сјевера преко Приједора до Босанског Петровца, 369. пјешадијска дивизија је стигла 29. јануара до ријеке Уне на подручје између Босанске Крупе и села Отока, да би се прикључила боку 7. СС пјешадијске дивизије.
Офанзива три борбене групе италијанских дивизија изведена је на правцима Огулин — Слуњ („Ломбардија”), Госпић — Босански Петровац („Ре”) и Грачац — Кулен Вакуф — Врточе („Сасари”). Супротставила им се 6. личка дивизија, група приморско-горанских бригада и Лички партизански одред. У првих пет дана Италијани су успјели да пређу само неколико километара. Дивизија „Ломбардија” је стигла до линије Мјесто Примишље — Плашки, пошто су приморско-горанске бригаде пребачене на правац напредовања 7. СС пјешадијске дивизије. Након овога, фронт против Италијана, дуг око 70 км, бранили су 6. личка дивизија и Лички партизански одред. Маневрисањем, нападима из засједе и преко ноћи на бокове и позадину непријатеља, Личани су одложили напредовање италијанских борбених група. Дивизија „Сасари” је 26. јануара заузела село Брувно, али је касније заглавила у тешки борбама за Кулен Вакуф.
Услијед десетодневне офанзиве, 7. СС пјешадијска дивизија је заузела Бихаћ, али је напредовање 717. дивизије било минимално. Дио 737. пука био је опкољен од 29. до 31. јануара и претрпио је губитке. Иако је пад Бихаћа омогућио да се сјеверна колона дивизије „Ломбардија” пробије до Слуња, дивизија „Ре” се након заузимања Чудин кланца сјединила са јединицама 7. СС пјешадијске дивизије, док преостале наступајуће италијанске колоне дивизије „Сасари”, које су стигле до прилаза Кулен Вакуфу и селима Бунић и Мазин, нису успјеле да пробију одбрану 6. личке дивизије. До 30. јануара, њемачке јединице нису успјеле да пресјеку партизанску територију, а растојање између 7. СС и 717. пјешадијске дивизије и даље је било око 70 км. То је омогућило партизанским јединицама да избјегну опкољавање, евакуишу рањенике, склоништа и складишта и уклоне дио цивила са угрожене територије. Истовремено, становништво које је остало у зони борбених дејстава пружало је велику помоћ партизанским одредима у преношењу рањеника, снабдијевању војника, уништавању путева и другим акцијама.
У другој етапи операције (1—15. фебруар) њемачка команда је концентрисала концентрична офанзивна дејства на рејону планине Грмеч, која се сматрала главним средиштем партизанског отпора након повлачења јединица НОВЈ из Кордуна и Баније. Јуриш на Грмеч и његово чишћење од партизана извршиле су 7. СС, 369. и 717.  пјешадијска дивизија. Усљед седмодневних борни са 7. банијском, 4. и 5. крајишком дивизијом, окупатори су 8. фебруара успјели да затворе обруч око Грмеча. До тада су се 7. и 5. дивизија, избјегавајући опкољавање, повукле на југ до Дрвара и планине Срнетице. Друга, пета и седма бригада 4. крајишке дивизије и око 15.000 избјеглица које су бјежале од фашистичког терора остале су у окружењу. У условима зимске хладноће и глади, послије четири дана жестоких борби, бригаде 4. дивизије су од 11. до 13. фебруара са губицима пробијале из обруча на сјевер ка Подгрмечју. Приликом пробоја, према подацима Војноисторијског института Београд, губици су износили око 500 мртвих, рањених и промрзлих војника. Са дивизијом је отишао и дио избјеглица. Укупно, током операције на Грмечу, њемачке трупе су убиле око 3370 људи, 1722 особе су депортоване, а још 1256 људи је умрло од хладноће. По завршетку чишћења Грмеча, њемачке трупе су се концентрисале у рејону Босанског Петровца, Кључа и Санског Моста ради одмора и припреме за борбена дејства према плану операције „Вајс-2”.
Операција „Вајс-1” била је праћена масовним погромима цивила, прије свега Срба, које су извеле њемачке и хрватске трупе на Банији, Кордуну и Босанској Крајини. У том погледу посебно се истакла 7. СС пјешадијска дивизија, чија је репресивна пракса очито превазилазила уобичајене казнене мјере за хрватско ратиште и закомпликовала њихова ограничења које је претходно предложио Глез фон Хорстенау. У суровости према Србима истакла се и 369. пјешадијска дивизија. Током операције, према њемачким подацима, убијен је 6521 „партизан”, а заробљено је 286 пушака као трофеји. Број затвореника је био 2360 људи, од којих је 1585 стријељано, а 775 послато у концентрационе логоре. Италијанске трупе су убиле 2143 особе и заробиле 95 пушака као трофеје. Према закључку историчарке Занеле Шмид, значајан нескладу у броју убијених и заробљеног оружја међу силама осовине указује да је међу жртвама било цивила са подручја операције.
Као исход операције „Вајс-1”, осигурана је привремена реокупација територије „Бихаћке републике”. Истовремено, њемачке трупе и њихови савезници нису успјели да заврше задатак ликвидације главних снага НОВЈ. Највећи успјех операције било је опкољавање 4. крајишке дивизије на Грмечу. Међутим, ни овдје Нијемци нису успјели да униште опкољене. Италијани су постигли још мање. Због жестоког отпора партизана, као и тешких временских прилика и тешког терена, повезивање њемачке 7. СС и 717. пјешадијске дивизије са италијанском дивизијом „Сасари” дошло је код Јасеновца тек послије осамнаест дана, а тек послије двадесет пет дана у Кулен Вакуфу. Због тога су партизани повукли своје снаге из замке која им је била припремљена и затим се поново окупили за нове борбе. Истовремено, пријетња уништења партизанских јединица као резултат циљаног удара сила осовине остала је реалност оперативне ситуације у Босни и Херцеговини и била је очигледна команди НОВЈ.

## План операције Вајс-2
Почетак операције „Вајс-2” заказан је за 25. фебруар 1943. године. Оперативним планом била је предвиђена концентрична офанзива четири њемачке дивизије за опкољавање и уништење јединица НОВЈ којим је командовао Врховни штаб на подручју Дрвар — Босанско Грахово — Гламоч — Ливно — Бугојно — Јајце — Кључ. Како произилази из наређења команданта њемачких трупа у НДХ генерала Литерса од 12. фебруара 1943, главни отпор партизана се очекивао на линији Босанско Грахово — Дрвар — Оштрељ — Мркоњић Град — Језеро — Бугојно.
Како и у првој операцији, главни задатак био је додијељен 7. СС и 717. пјешадијској дивизији. Требало је да обухвате партизанске јединице, наступајући једни према другима у сљедећим правцима: 7. СС пјешадијска дивизија — рејон Кључ/Дрвар — Босанско Грахово — Ливно, 717. пјешадијска дивизија — рејон Јајце / Доњи Вакуф — Ливно. Напредовање од Мркоњића Града ка Гламочу вршила је 369. пјешадијска дивизија, успут чистећи планински терен. Десно од 7. СС пјешадијске дивизије, покривајући њен десни бок, требала је да напредује четири батаљона италијанске 15. пјешадијске дивизије „Бергамо”. Задатак покривања бокова и позадина 369. и 717. пјешадијске дивизије повјерен је 718. дивизији, као и чишћење територије од партизана западно од линије Јајце — Доњи Вакуф.
Међутим, док су главнокомандујући на Југоистоку генерал Лер и командант италијанске 2. армије генерал Роботи разјаснили план за операцију „Вајс-2” у Београду 8. фебруара, врховни командант НОВ и ПОЈ Тито је истог дана на састанку у Дувну дао директиве командантима јединица да крену у контраофанзиву, доводећи у питање спровођење плана команде савезничких трупа осовинских земаља. Узимајући у обзир промјене у оперативној ситуацији, план њемачке команде је накнадно подвргнут вишеструким измјенама.

## План ВШ НОВ и ПОЈ и састав ОГД
Још у јесен 1942, Врховни штаб (ВШ) је планирао да изврши продор у јужну Србију у прољеће 1943. године. У том циљу Тито је средином новембра послао 1. пролетерску и 3. ударну дивизију преко Врбаса у долину ријеке Босне, како би их на прољеће упутио у источну Босну ближе граници. Друга пролетерска дивизија је пребачена у Далмацију, с намјером да је накнадно прерасподјели у долину Неретве.
Почетак операције „Вајс-1” приморао је ВШ да у неповољнијом ситуацији убрза извршење плана „прољећног пробоја”. ВШ је 27. јануара одлучила да крене у контраофанзиву снагама Оперативне групе дивизија (ОГД) у правцу југоистока кроз средњи ток ријеке Неретве у циљу стварања нових ослобођених територија и обезбјеђивања евакуације рањеника и централних органа НОВЈ. Касније је планирано да се ослобођено подручје искористи као одскочна даска за напредовање у Србији. Противофанзива је требала да крене из рејона Горњи Вакуф — Вуковско — Ливно. У првој етапи је било потребно ликвидирати непријатељске гарнизоне у долини Раме и средњем току Неретве од Лива и Горњег Вакуфа до Мостара и превоја Иван седло. Током сљедеће етапе, ОГД је требала да развије офанзиву од Неретве до Дрине и Пливе. Трећа етапа је било избијање на ријеку Лим. У операцији су у почетку учествовале 1, 2. пролетерска и 3. ударна дивизија, а касније 7. (пристигла из 1. босанског корпуса) и 9. дивизија. Истовремено, 1. хрватски и 1. босански корпус добили су задатак да олакшају офанзиву ОГД и евакуишу рањенике упорним отпором у Лици и Босанској Крајини.
Кључни циљ оперативног плана био је заузимање Коњица, одакле је пут водио у источну Херцеговину. Рјешење овог проблема додијељено је 3. ударној дивизији. Морала је напредовати у правцу Горњи Вакуф — Прозор — Рама — Коњиц и отворити пут ОГД за излазак из клисуре горње тока Неретве на оперативни простор Невесиња и Калиновика. Бочне дивизије ОГД требало је да брзо и истовремено покрију простор средњег тока Неретве од Мостара и Сарајева и на тај начин обезбједе услове за ликвидацију 3. ударне дивизије италијанске гарнизона у Прозору и Коњицу.
Друга пролетерска дивизија на десном крилу имала је задатак да заузме Посушје и Имотски, затим да напредује долином ријеке Дрежанке кроз село Ракитно у правцу жељезничке станице Дрежанка. Дошавши до Неретве, ако је могуће, одмах је требало кренути у форсирање ријеке и блокирање комуникације између Мостара и Коњица.
Прва пролетерска дивизија је до 14. фебруара требало да концентрише двије бригаде (1. пролетерску и 3. крајишку) у рејону Ждримци — Солакова Кула, да дође до Иван-планине, да уништи сва непријатељска упоришта на сектору Подорашац — Тарчин и, држећи превој Иван седло, блокира правац од Сарајева ка Коњицу. Трећа пролетерска санџачка бригада је требало да покрива позадину 3. ударне дивизије, држећи правац од Бугојна и Травника преко Горњег Вакуфа до Прозора.
Седма банијска дивизија је морала да изврши прелаз из рејона Дрвара у Горњи Вакуф, да ту замијени 3. пролетерску санџачку бригаду и да затим покрије прилазе Прозору од Бугојна и Травника.
У другој етапи офанзиве било је планирано напредовање од Неретве до Дрине и Пиве и даље до Санџака и Црне Горе ради накнадног продора у Србију. Након доношења одлуке о покретању контраофанзиве, команданти 1, 2. и 3. дивизије добили су наређење да се трупе концентришу у рејону Горњи Вакуф — Дувно — Ливно. Крајем јануара дивизије су почеле да се крећу у почетну рејон операције. Концентрација ОГД на почетним позицијама је завршена 7. фебруара. Истог дана, ВШ је наредила „свим партизанским одредима и бригада у Славонији, Словенији, Србији, Црној Гори, Херцеговини и источној Босни” да појачају нападе на непријатеље.
Од средине фебруара 1943. снага бројност јединица ОГД био је сљедећи: 1. пролетерска дивизија — 4075 људи, 2. пролетерска дивизија — 4100 људи, 3. ударна дивизија — 4100 људи, 7. банијска дивизија — око 3800 људи, 9. далматинска дивизија — 2119 људи (остали у саставу јединице до почетка марта 1943), хаубички дивизион — око 120 људи и Пратећи батаљон ВШ — око 250 људи. До краја фебруара јединице ОГД су попуњене новопридошлим борцима, углавном из Далмације. Почетком марта у ОГД је ступила 7. крајишка бригада. Након тога, ОГД је бројала око 21.000 бораца. Заједно са њом на југоисток се кретала и Централна болница у којој су тада била 3293 рањена и болесна партизана.

## План и офанзива ЈВуО
Процеси јачања НОВЈ и раст територије под његовом контролом, који су се одвијали током јесени и до краја 1942, ставили су под сумњу наде четничке команде о стварању коридора између Херцеговине и Лике, а затим и Словеније. На прелазу из 1942. у 1943, Врховна команда Југословенске војске у отаџбини стационирана у Црној Гори одлучила је да, уз италијанску подршку, формације четника из Црне Горе, Лике, сјеверне Босне, сјеверне Далмације и Херцеговине крену у „марш на Босну” с циљем опкољавања и уништења партизанских групација на ослобођеној територији. У складу са тим планом (мада не на предвиђени начин) одред херцеговачких четника под командом  мајора Петра Баћовића Италијани су пребацили у Книн. Општи оквир за ову операцију Михаиловић је у облику Директиве бр. 1 од 2. јануара 1943.
Општи план војних дејстава против „црвене републике” израђен је на састанку генерала Михаиловића са командантима из Црне Горе, Херцеговине и источне Босне у Липову почетком децембра 1942. године. Руководство над антипартизанској операцији генерал Михаиловић је повјерио мајору Захарију Остојићу. У Калиновику је 1. децембра образован Истакнути дио Штаба Врховне Команде на челу са Остојићем.
Генерал Михаиловић је 18. фебруара 1943. наредио својим командантима да крену у општу офанзиву против партизанских групација које су, по његовој процјени, поражене и повлаче се из Хрватске и западне Босне у долину Неретве. Мајору Остојићу је наређено да са својим трупама на лијевој обали Неретве затвори све правце који воде у Херцеговину и да са расположивим снагама крену у офанзиву у правцу средњег тока ријеке. У исто вријеме, трупе Команде Источне Босне и Херцеговине под командом мајора Баћовића (око 2800 људи) требало је да напредују из рејона Книна у позадину ОГД у правцу Ливно — Дувно — Јабланица и да ОГД потисну назад до Неретве. Црногорски четници под командом пуковника Баја Станишића (око 2200 људи) који су боравили у околини Мостара, добили су наређење 25. фебруара да крену у напад на 2. пролетерску дивизију.
Крајем фебруара око 12.000—15.000 четника било је концентрисано на обалама Неретве, на подручју од Мостара до Коњица и даље на југоисток око Калиновика и Невесиња, а трупе војвода Петра Баћовића и Павла Ђуришића напредовале су од средњег тока Неретве.
Четнички војвода у Херцеговини Доброслав Јевђевић закључио је са Нијемцима споразум 23. фебруара по коме ће се њемачке трупе уздржавати од преласка Неретве како би се избјегли могући сукоби. Почетком марта Михаиловић је из Црне Горе прешао у Калиновик да би на лицу мјеста осигурао успјешно спровођење четничке операције уништења партизана.

## Битка на Неретви

### Карактеристике подручја борбених дејстава
Трен у сливу Неретве, на којем се одвијала битка, посебно појас између Коњица и Мостара, није погодан за борбена дејства великих размјера. То су планински вијенци херцеговачког крша висине од преко 2000 м. Подручје је у то вријеме било сиромашно и слабо насељено. Мјесно становништво једва је састављало крај с крајем, док о подржавању великих војних формација није било ни говора. Тежак терен и непроходни путеви изузетно су отежали кретање трупа и организовање њиховог снабдијевања, укључујући и снабдијевање водом. Стрме падине планина Чврсница и Чабуља са запада и Прењ и Вележ с истока спуштале су се према Неретви, стварајући готово непремостиве препрјеке за војна дејства од истока према западу и обрнуто.

### Етапе борбених дејстава
Битка на Неретви је почела 9. фебруара 1943. офанзивом Оперативне групе дивизија и трајала је више од 40 дана. Југословенски војни историчари дијеле борбе ОГД током овог периода у три етапе. Прва етапа (9—26. фебруар) обухвата партизански противнапад на италијанске војне гарнизоне у долини Раме и Неретве, као и битке за превој Иван-седло и град Коњиц. Током друге етапе (27. фебруар — 5. март) ОГД се прегруписала, вођене су одбрамбене борбе сјеверно од Прозора и покренут је противнапад на непријатеља у правцу Прозор — Горњи Вакуф. Трећа етапа (6—22. март) обухвата прелазак Неретве и пробој ОГД у источну Херцеговину.

### Прва етапа (9—26. фебруар)
Офанзива ОГД одвијала се на простору површине око 9000 км2 од концентрационог подручја Горњи Вакуф — Посушје. Снаге ОГД биле су подијељене у три напредујуће колоне. Централну колону чинила је 3. ударна дивизија која је наступала на главно правцу Горњи Вакуф — Прозор — Рама — Коњиц. Десну колону образовала је 2. пролетерска дивизија, која је дејствовала на правцу Ливно — Дувно — Имотски — Посушје — ријека Дрежница са задатком да уништи непријатељска упоришта између Мостара и Јабланице и пресјече све линије комуникације које воде у долину Неретве. Лијеву колону образовала је 1. пролетерска дивизија с правцем дјеловања Горњи Вакуф — Соколова Кула — Брадина — Иван-седло са задатком ликвидације непријатељска упоришта, пресјече линије комуникације Коњиц — Иван-седло и покрије лијеви бок ОГД на пријевоју Иван-седло од непријатеља који је дјеловао из Сарајева. Седма банијска дивизија 1. хрватског корпуса распоређена је у позадину ОГД. Да би то учинила, морала је да пређе из рејона Дрва у Прозор.
На правцу кретања ОГД, у гарнизонима и упориштима у долини Раме и Неретве, налазиле су се главне снаге италијанске 154. пјешадијске дивизије „Мурђе” и мање усташко-домобранске формације. У ноћи 15. на 16. фебруар партизани 3. ударне дивизије напали су Прозор, који су Италијани претворили у добро утврђено упориште, који је бранио 641 припадник 3. батаљон 259. пјешадијског пука. Први јуриш је одбијен. У 23 часа, послије артиљеријске припреме, почео је други јуриш. До 4 часа ујутру 17. фебруара, остаци гарнизона побјегли су из грана путем за село Рама. На планини Клечка стијена, Италијани који су се повлачили налетјели су на засједу 10. херцеговачке бригаде и ту су уништени. Само неколико војника прозорског гарнизона је преживјело, скоро сви остали су погинули. Тачни губици 3. ударне дивизије приликом јуриша на Прозор нису утврђени. Губици 1. далматинске бригаде били су 50 погинулих и око 100 рањених. Пета црногорска и Десета херцеговачка бригада претрпјеле су сразмјерне губитке, можда и нешто мање. У борби су заплијењени значајни трофеји тешког и стрељачког оружја, муниције, хране и лијекова. Овај догађај је у то вријеме био натежи пораз италијанских окупационих снага у Југославији. Након тога, дивизија је потиснула отпор италијанских упоришта у селима Рама и Острожац и до 20. фебруара стигла до прилаза Коњицу.
Офанзива 2. пролетерске дивизије, која је дејствовала на десном боку ОГД напредовала према Мостару, била је успјешна. Заузела је Посушје, Имотски, а 15. фебруара стигла је до Неретве и 16. фебруара заузела станицу Дражница. Дивизија је 22. фебруара, послије дводневног јуриша који је почео у ноћи са 20. на 21. фебруар, заузела Јабланицу коју је бранио италијански гарнизон од око 800 људи. Јединице дивизије налазиле су се 12 км сјеверно од Мостара и угрозиле руднике боксита на том подручју.
Офанзива лијевог бока 1. пролетерске дивизије на почетку операције није се развијала по плановима ВШ. Због кашњења у доласку 7. банијске дивизије у рејон Горњег Вакуфа није дошло до планиране смјене 3. пролетерске санџачке бригаде. То је за собом повукло и друге компликације, усљед којих је ВШ 15. фебруара наредила штабу дивизије да пошаље 1. пролетерску бригаду на пријевој Иван-седло и Коњиц. Од 15. до 16. фебруара бригада је кренула ка пријевоју Иван-седло. Међутим, умјесто да развије напад на Тарчин и уништи дионицу пруге од Иван-седла до Коњица, њена команда је, занемарујући задатак одбране пријевоја, у периоду од 19. до 21. фебруара самоиницијативно предузимала неуспјешне покушаје да са снагама три батаљона заузме Коњиц, а преостала два батаљона упућена у у Тарчин. Борбена група „Анакер” је у ноћи 20. на 21. фебруар одбила напад „пролетера” на Тарчин и прво их бацила назад на пријевој Иван-седло, а затим их одатле избацила. Непријатељ је ојачао своје положаје на Приједору, држао отворен пролаз ка Коњицу и појачао свој гарнизон од 22. фебруара. Покушаји 1. дивизије да 22—24. фебруара истјерују непријатеља из пријевоја су били неуспјешни.
На почетку операције ОГД, 7. банијска дивизија налазила се у рејону Босанског Петровца и код Кулен Вакуфа. На положајима је требала бити замијењена крајишким формацијама 1. босанског корпуса. Међутим, због борби на Грмечу корпус није успио да изврши овај задатак на вријеме, усљед чега Банијци нису стигли на вријеме у рејон Прозора и тамо су стигли 21—23. фебруара, пробијањем кроз планинске ланце уз губитке у људству и материјалном саставу усљед тешких временских услова. Преузевши функцију чувања позадине, дивизија је почела да штити ОГД на правцима: Бугојно — Горњи Вакуф, Купрес — Шуица — Дувно, Купрес — Равно, а такође и са стране Травника.
До 20. фебруара јединице три дивизије ОГД стигле су до Неретве на фронту од око 80 км и одмах нападима заузеле све непријатељске центре отпора, осим Коњица. У борбама са ОГД италијанска дивизија „Мурђе” претрпјела је тежак пораз. Губици дивизије били су око 2300 погинулих и заробљених. Међу трофејима, партизани су заробили 10 тенкова, од којих је формирана тенковска чета ВШ. Као резултат успјешног напредовања у овом периоду, створени су повољни услови за даље напредовање од кањона Неретве на исток. Јединице 2. пролетерске дивизије прешле су Неретву код Јабланице и заузеле мостобран на лијевој обали 20. фебруара. Сада је задатак ВШ био да брзо савлада кривину Неретве.
Истовремено су утицале и погрешне прорачуне ВШ НОВ и ПОЈ у распореду снага на правцима офанзиве ОГД. На главни правац упућена је 3. ударна дивизија која је са двије бригаде — 5. црногорском и 10. херцеговачком напредовала на Коњиц (1. далматинска бригада остала је у резерви у рејону Прозора, затварајући правац Горњи Вакуф — Бугојно). Обје бригаде биле су исцрпљене јуришем на Прозор. С таквим снагама, 3. дивизија је успјела да заузме кључну тачку противничке одбране, од чега је зависио успјех цијеле операције ОГД. Томе су додате и грешке штабова 3. ударне и 1. пролетерске дивизије при организовању јуриша на Коњиц и принудно чекање до 28. фебруара на долазак Централне болнице. Све то није дозволило партизанима да искористе успјехе офанзиве и омогућило Нијемцима да престигну трупе ОГД у клисури Раме и Неретве. Тако је ОГД била принуђена да се бори окружена њемачким, италијанским и четничким трупама.
Активности партизана — прије свега дејства 2. пролетерске дивизије, која је угрозила подручја богата рудом боксита западно од Мостара — изазвала је озбиљну забринутост њемачке команде. Већ 13. фебруара први резултати партизанских дејстава на прилазима Мостару забиљежени су у борбеном дневнику ВКВ. Жалбе њемачке команде италијанском генералштабу са захтјевом да се 6. армијском корпусу нареди да одбије надолазећу опасност су одбијене као разлог за недостатак снага.
Пријетња подручју богатом рудом боксита приморала је њемачку страну да изврши измјене плана за операцију „Вајс-2”. Повлачењем дијела трупа из оперативне зоне 718. дивизије између Јајца, Доњег Вакуфа и села Јањ, команда је формирала двије борбене пуковске групе (БГ) за офанзиву у оквиру операције „Мостар” (њем. Unternehmen «Mostar») из рејона Бугојна (БГ „Фогел”) и Сарајева (БГ „Анакер”) до Јабланице и Коњица. Хитлер је 22. фебруара издао наређење да њемачке трупе обезбједе сигурност рударског подручја Мостара. Према историчару Клаусу Шмидеру, замјеник начелника штаба оперативне команде ВКВ Валтер Варлимонт, у разговору са изаслаником Карлом Шнуреом, рекао је да све док се ситуација у рудном подручју не стабилизује, стратешко планирање операције у источној и западној Босни мора бити одложено одложено. Дакле, чак и прије него што су формације укључене у операцију „Вајс-2” стигле на првобитна подручја, њен успјех је доведен у питање.
Борбена група „Фогел” у саставу 738. пјешадијског пука (минус један батаљон) и усташке 5. брдске пјешадијске бригаде је 21. фебруара кренула према Јабланици и Коњицу, ојача артиљеријом и тенковима 202. тенковског батаљона, као и борбена група „Анакер” коју чине 750. пјешадијски пук (минус један батаљон), два батаљона домобранског 7. пука, један усташки батаљон и двије артиљеријске батерије.
Генерал Литерс се 23. фебруара обратио главнокомандујућем на Југоистоку, генералу Леру, са захтјевом да откаже операцију „Вајс-2”, пошто је кретање трупа ОГД на југоисток до тада онемогућило планирано бочно покривање партизанских групација. Пријава је одбијена, а извршене су измјене у оперативном плану. Сада је то требало да се изведе упоредо са операцијом „Мостар”. Узимајући у обзир прилагођавања, правац напредовања 7. СС и 369. пјешадијске дивизије остао је исти, али је одлучено да се одустане од чешљања територије. До Горњег Вакуфа је требала стићи 717. дивизија, а затим скренути на исток да се се повеже са десним боком БГ „Фогел”. Борбена дејства по плану „Вајс-2” почела су 25. фебруара у правцу Ливна. Њемачке 7, 369. и 717. дивизије на овом сектору, као и на правцима према Дувну и Гламочу, супротставиле су се јединице 1. босанског корпуса. Дан касније, двије операције су званично спојене у једну — „Вајс—Мостар” (њем. Unternehmen «Weiß—Mostar»).
Почетком операције „Вајс-2” и „Мостар”, оперативна ситуације се промијенила на штету ОГД. Њене јединице су заглавиле у борбама за Коњиц, који су држали Италијани и четници. Њемачка борбена група „Анакер” заузела је комуникациону линију Пазарић — Иван-седло — Коњиц и 26. фебруара преузела контролу над италијанским гарнизоном у Коњицу. Борбена група „Фогел” је напредовала од правца Бугојна. Врховни штаб је сваког тренутка очекивао избијање трупа 7. СС и 369. пјешадијске дивизије у рејону Прозора, у позадину ОГД. У долини Неретве и на њеној лијевој обали било је око 5000 италијанских војника 6. армијског корпуса, као и хиљаде четника. Дејства ОГД спутавала је Централна болница, чија је судбина у потпуности зависила од партизанских групација у окружењу. У таквој ситуацији, крајем фебруара и почетком марта 1943, у кањону Неретве почела је драматична битка за спасење рањеника.

### Друга етапа (27. фебруар — 5. март)
У условима одвијања офанзиве њемачких, италијанских, усташко-домобранских и четничких трупа, ВШ НОВ и ПОЈ наставио је са припремама за продор преко Неретве у источну Херцеговину. Међутим, напредовање БГ „Фогел” и усташке 5. бригаде, уз подршку авијације и тенкова, дуж пута Горњи Вакуф — Прозор створило је непосредну опасност за Централну болницу. Непријатељ је настојао да заузме пријевој на планини Макљен, која доминира Прозорском котлином, и тиме отвори пут према граду који се налази у подножју планине. Борбе на прозорском правцу почеле су 21. фебруара након што је БГ „Фогел” заузела Горњи Вакуф. У жестоким борбама од 21. до 26. фебруара 7. банијска дивизија, 3. крајишка и 1. далматинска бригада заједнички су зауставиле напредовање Нијемаца и усташа. Међутим, приближавање њемачке 717. пјешадијске дивизије (27. фебруар) ситуација је постала критична. Нијемци су поново запријетили продором у долину и на мјеста гдје су били рањеници у околини Прозора. С тим у вези, одлучено је да се крене у контранапад у овом правцу и да се послије трупе пребаце преко Неретве.
Ситуација тих дана карактерише текст наређења Јосипа Броза Тита команди 7. банијске дивизије од 2. марта 1943. године:
Позади вас је 4000 рањеника наше војске. Непријатељ не смије продријети у Прозор! Ситуација је таква да ни корака не можете назад. Морате се борити до посљедњег човјека на мјесту. О вашим губицима, више не можемо дискутовати. Кад, и ако, остане посљедњи командант или политички комесар дивизије, један може поднијети извјештај о ономе што се десило.
У циљу подршке борбеним дејствима ОГД, ВШ НОВ и ПОЈ је 28. фебруара наредио 1. босанском корпусу „по сваку цијену” да задржи положаје код Дрвара. Главни штаб Народноослободилачке војске и партизанских одреда Хрватске добио је инструкцију да помогне 1. босанском корпусу са „најмање двије бригаде” како би што дуже одлагао наступање 7. СС и 369. пјешадијске дивизије према Ливну. Источнобосанске јединице добиле су наређење да се пробију на планину Игман и ударе у позадину 718. дивизије. Истовремено, Тито је 28. марта повукао своје јединице са лијеве обале Неретве и наредио да се минира пет мостова између Јабланице и Коњица, образлажући ову одлуку као војни трик како би убиједио непријатеља да су партизани намјеравали пробој у другом правцу. Тако је, према Клаусу Шмидеру, природна препрека додата прстену окружења који је створио непријатељ. Критична ситуација у коју је Тито довео партизанску групацију својом исхитреном одлуком сада се морала надокнадити принудним мјерама на бојном пољу. На срећу партизана, почетком марта већина непријатељских снага заузела је положаје који им нису дозвољавали да задају одлучујући ударац ОГД.
Напредак операције „Вајс-2” био је усложњен помјерањем подручја предложеног окружења ка југоистоку због успјешног напредовања јединица ОГД, као и потребе за преусмјерењем трупа како би се осигурала безбједност рудних подручја код Мостара. У настојању да надокнаде вријеме и брзо стигну до Неретве, њемачке трупе су свеле чешљање терена на минимум и занемариле задатак стварања херметичког окружења. Седма СС дивизија је напредовала у правцу Мостара, не чекајући да подручје операције у правцу Ливна блокира 717. пјешадијска дивизија. Као резултат, између Ливна и Мостара створена је велика празнина у окружењу. Поред тога, осјетиле су се и посљедице пораза који су партизани нанијели италијанској дивизији „Мурђе”, будуће да су сада пут ОГД према Херцеговини блокирали углавном четници, над којима њемачка команда није имала утицај, а италијанска команда је имала ограничен. Оваквим развојем ситуације, генерал Литерс је 28. фебруара предвидио продор главних партизанских снага у Херцеговину, а дијелова ОГД на сјевер кроз подручје између положаја борбених група 718. пјешадијске дивизије. Да би спријечио пробој ОГД, генерал Лер је наредио 1. марта трупама 717. пјешадијске дивизије и БГ „Фогел”, као и БГ „Анакер”, да нападну Јабланицу, како би што прије затворили окружење на сјеверу и тек онда наставили напредовање ка Мостару.
Као резултат још једног прилагођавања задацима формације укључених у операције „Мостар” и „Вајс-2”, 7. СС дивизија добила је задатак да осигура безбједност рудног подручја Мостара (раније је овај задатак био повјерен 718. пјешадијској дивизији). Сукобила се са 1. босанским корпусом, а њено учешће у офанзиви на подручју горње окуке Неретве вјероватно није било планирано. 369. дивизији, која је 3. марта заузела Ливно, требало је још неколико дана да заузме положаје на десном боку 717. дивизије. Комбинована борбена група Италијана и четника, која је напредовала из Мостара уз десну обалу Неретве, представљала је ограничену опасност за ОГД. Неколико дана у марту непосредно против ОГД на сјевероистоку је дјеловала БГ „Анакер”, а на сјеверозападу 717. пјешадијска дивизија, БГ „Фогел” и усташка 5. бригада. Група „Анакер” је успјела да помогне Италијанима, домобранима и четницима који су бранили Коњиц да задржале град, али су њене главне снаге морале да држе одбрану на пријевоју Иван-седло од 1. марта, спрјечавајући продор партизана у овом правцу. Осим тога, поједини њемачки батаљони били су одсјечени од својих главних снага, па је 369. пјешадијска дивизија имала прилику, по доласку у борбено подручје 7. марта, да се првенствено ангажује на њиховом деблокирању.
Међутим, према послијератној процјени догађаја генерала Коче Поповића, Тито у вријеме доношења одлуке о минирању мостова на Неретву није могао знати гдје се налазе четничке трупе и њихове намјере, а такође да Нијемци нису планирали да пређу Неретву. У условима заоштравања ситуације, ВШ НОВ и ПОЈ је код Прозора концентрисао девет од дванаест бригада 1, 2. и 7. дивизије за противнапад у правцу Горњег Вакуфа. Три бригаде 3. ударне дивизије остале су да држе одбрану на правцу Мостар — Коњиц и Коњиц — Јабланица. Новоформирана 9. далматинска дивизија дејствовала је у правцу Широког Бријега. У 3 часа ујутру 3. марта Тито је наредио напад. Напад на Горњи Вакуф подржавале су двије батерије хаубица калибра 100 мм, заробљене од Италијана код Прозора, и тенковска чета. Наређено је да се гранате не штеде, јер даље није било могуће транспортовати хаубице кроз тешка терен кањона Неретве. У тешким тродневним борбама од 3. до 5. марта (према Шмидеру од 2. до 4. марта) на сјеверозападу од Прозора, партизани су, исцрпљени глађу и претходном борбом, срушили положаје прво БГ „Фогел”, а затим и 717. пјешадијску дивизију. Нијемци су 5. марта напустили Горњи Вакуф и повукли се на сјевер у Бугојно, а јединице 2. пролетерске дивизије ушле су у град. Према историчару Јози Томашевићу, као резултат противнапада Нијемци су одбачени 25—30 км. Овај успјех је привремено уклонио пријетњу Централној болници у Прозорској котлини, омогућио је да се добије на времену за пребацивање рањеника и болесника у Јабланицу и ослабио је непријатељски налет.

### Трећа етапа (6—22. март)
И поред успјеха у рејону Горњег Вакуфа, пријетња уништења ОГД није прошла. Од 5. марта БГ „Анакер” 718. пјешадијске дивизије пробила се од Коњица до лијеве обале Неретве. Четничке трупе под командом Остојића заузеле су окуку Неретве дуж лијеве обале. Јединице 7. СС дивизије стигле су у Ливно. На линију Шуица — Купрес стигла је 369. пјешадијска дивизија. За прелазак у офанзиву из Бугојна спремиле су се 717. пјешадијска дивизија, БГ „Фогел” и усташка 5. бригада. С истока и југа Италијани и четници су напредовали према Јабланици, дошавши до линије Караула — долина Дрежанке — Широки Бријег. Укупан број непријатељских трупа око ОГД био је око 80.000 људи, укључујући њемачке — око 55.000 људи, италијанске — око 5000 људи, усташко-домобранске — око 800 људи и до 20.000 четника. Одбрану на окуци Неретве и спрјечавање могућег напредовање непријатеља у позадину главним снагама ОГД држале су само 2. далматинска, 5. црногорска и 10. херцеговачка бригада 3. ударне дивизије.
Врховна команда је 5. марта додијелила задатке свакој од повјерених дивизија и отпочела прегруписање снага за каснији прелазак Неретве. Да би преузео иницијативу од непријатеља, ОГД је морао да ријеши низ тешких проблема:
- одмах форсирати Неретву, на којој су сви мостови порушени, а средстава за прелаз није било;
- створити што дубљи мостобрана на лијевој обали Неретве ради пребацивања јединица и рањеника;
- потиснути непријатеља на боковима у правцу Коњица и Мостара;
- јаком заштитницом осигурати главне снаге ОГД за вријеме потребно за прелазак неколико хиљада рањеника преко Неретве. Ове задатке су морале да рјешавају јединице проријеђене и исцрпљене у вишемјесечним борбама.[56]

Друга пролетерска дивизија, појачана 1. пролетерском бригадом, требала је да пређе Неретву код Јабланице, порази четнике и осигура пролаз преосталим снагама и рањеницима преко ријеке. Затим је дивизија требала да напредује правцем Борачко језеро — Главатичево — Калиновик.
Седма банијска дивизија, појачана 10. херцеговачком бригадом, имала је задатак да пређе Неретву и прошири мостобран код Јабланице, напредујући лијевом обалом до села Глогошница. Затим је дивизија требало да се преко Прења пробије до Невесиња и осигура десни бок ОГД. Девета дивизија у рејону Чврснице покривала је пролазе Јабланици са југоистока и југа. Прва пролетерска дивизија, појачана 7. крајишком бригадом и 3. батаљоном 9. крајишке бригада, служиле су као позадинска заштитница. Покривала је правце Бугојно — Прозор и Купрес — Шуица — Равно — Прозор, све док није завршен прелаз трупа и рањеника преко Неретве.
У ноћи 6. на 7. март јединице 2. далматинске бригаде прешле су преко порушеног жељезничког моста код Јабланице на лијеву обалу Неретве и изненадним нападом заузеле мостобран. У току ноћи три батаљона 2. далматинске и 2. пролетерске бригаде прешла су на лијеву обалу, сузбијајући отпор четника и преко ноћи створили мостобран дубине око 8 км. Инжињерска чета ВШ успоставила је 7. марта привремени пјешачки висећи мост код порушеног моста. Друга пролетерска дивизија је 8. марта очистила луку Неретве од четника и проширила мостобран.
Рачуница италијанске команде да ће четници успјети да спријече партизане у пробоју у источну Херцеговину није се остварила. Друга пролетерска дивизија се пробијала у рејону села Борци и Борачког језера. Иако је БГ „Анакер” дејствовала само неколико километара од прелаза, није била у стању да спријечи евакуацију снага ОГД на мостобран. Трећа ударна дивизија напала је 7. марта јединице 718. дивизије на Неретвици и одбацила их у Коњиц. Након тога, трупе дивизије су прешле Неретву и чврсто блокирале правац Коњиц — Јабланица.
Седма банијска дивизија је 8. марта прешла на лијеву обалу, задржавши се неко вријеме у борбама код Глогошнице. Дивизија је потом наставила офанзиву на десном блоку ОГД. Девета далматинска дивизија је стигла у рејон Јабланице и са двије бригаде (3. и 4) бранила мостобран на планини Плаши са југа и запада. Њена 5. бригада је остала у околини Врата да покрије правац Блидиње језеро — Дуго Поље — село Дољани. Након преласка Неретве, дивизији је повјерен превоз рањеника и болесника. Истовремено је претрпјела велике губитке усљед удара непријатељске авијације. Колоне дивизије са рањеницима по ведром времену на позадини зимског терена представљале су лаку мету за непријатељске бомбардере.
Док је ОГД, заједно са рањеницима, прелазила Неретву, 1. пролетерска дивизија је водила жестоке борбе сјеверно и западно од Прозора против надмоћнијих непријатељских снага. Нијемци су 7. марта прешли овдје у офанзиву и 10. марта заузели Прозор. Пролетерска дивизија је задржавала јуриш 717. и 369. пјешадијске дивизије до 14. марта, док све трупе ОГД нису прешле. На лијевообални мостобран прешла је и позадинска јединица дивизије 15. марта. Излазак ОГД из окружења на Неретви је завршен. Прелазак Неретве преко привременог прелаза, као и даље напредовање стазама Прења завејаним дубоким снијегом, онемогућили су пребацивање тешког наоружања, технике и имовине ОГД, тако да су партизани све што се није могло понијети уништили или бацили у ријеку. Нијемци су 17. марта ушли у Јабланицу. До тада, 7. СС дивизија је 15/16. марта стигла у подручје Широког Бријега, а 369. пјешадијска дивизија је стигла до долине Дољанке, десне притоке Неретве. Линију Прозор — Острожац — Коњиц заузеле су 717. и 718. пјешадијска дивизија.
Након што је ОГД напустила лијеву обалу Неретве, њемачки штаб није покушавао да гони главну партизанску групацију и није уопште разматрао ту могућност. Како примјећује Клаус Шмидер, на састанку 16. марта командант њемачких трупа у Хрватској само је изјавио да је „постојала забринутост да ће Италијани поново потиснути Тита, који је упао у њихову зону одговорности, на сјевер”.
Анализирајући разлоге пасивности њемачке команде у овом периоду, Шмидер примјећује: „Чак и узимајући у обзир закашњење са којим су силе Осовине откриле овај продор, била би довољно да се јединице дивизије ’Принц Еуген’ пребаце преко Неретве и њихов каснији напад на сјевероисток, како би имале времена да блокирају Титов пут ка југу. Чињеница да се о овој могућности — како се може разумјети — није разговарало са главнокомандујућим на Југоистоку, ни командантом њемачких трупа у Хрватској, није само због чињенице, да је Роботи ових дана поново јасно ставио до знања својим савезницима да је њихово присуство у Херцеговини непожељно.”
Поред затегнутих односа међу савезницима, према Шмидеровој аргументацији, други разлог би могао бити неповјерење генерала Лера према четницима. Главнокомандујући на Југоистоку страховао је да ће их њемачка инвазија у регији који контролишу Михаиловићеве снаге натјерати на сарадњу са комунистима. Поред наведеног, од два приоритетна циља операције „Вајс-Мостар”, најмање један је остварен. Напад на Мостар пружио је дугорочну заштиту области богатој рудом боксита. Слично виђење ситуације било је и у штабу команданта њемачких трупа у Хрватској, генерала Литерса. Своју оцјену Шмидер закључује: „С обзиром да је Тито само мјесец дана каније бјежао у подручје које ће постати мета сљедеће велике њемачке операције, може се разумјети зашто су се Литерс и Лер привремено могли задовољити одбијањем непријатеља (у италијанску зону одговорности)”.
Преласком на лијеву обалу Неретве, ОГД је био у тешкој ситуацији. Трупе, као и око 3000 рањеника и око 1000 тифусом заражених партизана, концентрисане су на снијегом прекривеним стјеновитим обронцима Прења у појасу дужине око 30 км и ширине до 10 км. Могућности маневара ОГД биле су ограничене. Стално су били изложени ударима непријатељске авијације. Да би се брзо савладао овај појас неповољно терена, била је потребно извести пробијање до рејона Главатичева, одакле се отварала перспектива дејства у неколико праваца. Друга пролетерска дивизија је 14—15. марта пробила четничку одбрану код Чичева и стогла до Главатичева. Тиме су се створили услови за даље напредовање ОГД са главном снагама ка Калиновику и десном боком до Невесиња. Поразивши четничке јединице у жестоким борбама код Главатичева, Невесиња, Крстца и Улога, ОГД је 22. марта кренула на Калиновичку висораван и 23. марта заузела Калиновик. По оцјени историчара Миленка Цолића, на линији Невесиње — Улог — Калиновик, партизани су побједоносно завршили битку на Неретви.

## Мартовски преговори
У завршној етапи Битке на Неретви, југословенска страна је покренула преговоре између ВШ НОВЈ и њемачке команде, према ријечима историчара Томашевића, „о виталном питању узајамне примјене прописа међународног ратног права, првенствено с обзиром на третман заробљеника, о размјени неких заробљеника и о низу других питања.”
Њемачкој страни је преко курира достављено писмо мајора Артура Штрекера из 718. пјешадијске дивизије, заробљеног 4. марта 1943, с приједлогом партизанске команде за преговоре. Делегација ВШ, коју су чинили Владимир Велебит, Милован Ђилас и Коча Поповић, стигла је 11. марта на командни пункт 717. пјешадијске дивизије у Горњем Вакуфу и састала се са командантом дивизије генерал-мајором Бенигнусом Диполдом и пренијела је Титове приједлоге. Истог дана о иницијативи ВШ НОВЈ обавијештени су генерал Литерс, представник Вермахта у Хрватској генерал Едмунд Глез фон Хорстенау и главнокомандујући на Југоистоку генерал Лер. Сходно томе, приједлози партизана су скренули пажњу њемачком изасланику у НДХ Зигфриду Кашеу.
Према Клаусу Шмидеру, „Иако су овога пута предложени преговори не само за размјену заробљеника, већ и за примирје, ова иницијатива није била одређена надом да се преговорима избјегне опкољавање на Неретви. Умјесто тога, Тито је свом њемачком непријатељу наговијестио своју намјеру да настави гоњење четника дубоко у источну Херцеговину и очекивао је да ће прекид ватре бити шанса да купи вријеме да се без уплитања супротстави свом српском непријатељу у грађанском рату у овом региону и у Црној Гори.”
Преговори су трајали од априла 1943. и праћени су размјеном ратних заробљеника и незваничним прекидом ватре. Међутим, на крају су прекинути по инструкцијама из Берлина. Ови догађаји нису пресудно утицали на ток војних операција током операције „Вајс-2”. Према Клаусу Шмидеру, „Колико је јасно, једини трајни резултат такозваних ’мартовских преговора’ било је успостављање везе између страна у сукобу, која је у наредне двије године служила углавном за текући размјену затвореника.”

## Наредни догађаји
Заузимањем Невесиња и Калиновика, ОГД је наставила борбена дејства у складу са намјерама ВШ да се кроз Косово и Метохију пробије у Србију, у рејон ријека Топлице и Јабланице. До краја марта ОГД је стигла на линију Дрина — Сутјеска — Гацко. Покушај да се одмах пређе преко Дрине био је неуспјешан, међутим, у борбама код Дрине ОГД је поразила четничке јединице и италијанске јединице из 1. алпске дивизије „Тауринензе”. Након овога, ОГД је скренула на југ, прешла Пиву и до 24. априла стигла у рејон Шавника, у планински и беспутни терен сјеверне Црне Горе. Исцрпљеним партизанским дивизијама и рањеним војницима био је потребан одмора, а ОГД је добила кратак предах.
Међутим, према ријечима историчарке Мирјане Зорић, овдје је ОГД ВШ, „сабијена између масива Дурмитора, Сињајевине, Маглића и Волујка и дубоких речних кањона Пиве, Таре, Ћехотине, Комарнице и Сутјеске, без маневарских могућности и оптерећена великим бројем тешких и непокретних рањеника, Оперативна група дивизија суочиће се врло брзо са окружењем готово десет пута бројнијег и јачег непријатеља. Тако, уместо продора ка истоку, у правцу Санџака, Косова, Метохије и јужне Србије, изморена, изгладнела и проређена формација партизанских дивизија биће принуђена да, од средине маја до средине јуна 1943, на планинској висоравни, у троуглу између Пиве, Таре и Дурмитора, а затим Вучева, у кањону Сутјеске и на Зеленгори, води најтеже борбе за спас јединица и Централне болнице.”
Док је ОГД водила офанзиву у источној Херцеговини, трупе 1. хрватског и 1. босанског корпуса су почетком марта почеле да враћају територије изгубљене током операције „Вајс-1”. У првом половини марта у Босанској Крајини ослобођени су Босански Петровац, Дрвар, Гламоч и Кљу. У Лици су партизани заузели подручје око Грачаца, Зрмање, Ловинца, Госпића, Врховина, Брлога и Брине. Оба корпуса су до краја марта контролисала скоро цијелу територију коју су држали прије почетка циклуса операција „Вајс”, а у неким областима су је проширили.
Након што су партизани пробили преко Пиве, генерал Михаиловић је дао наређење да се преостале четничке јединице у Црној Гори и Санџаку ојачају са два корпуса из Србије, како би ове снаге дале одлучујући битку са партизанима на фронту између Никшића и Бијелог Поља на ријекама Зети и Лиму. Два корпуса из Србије стигла су у околину Бијелог Поља око 7. маја 1943, али до борбе није дошло. Остварење плана спријечило је напредовање трупа НОВЈ, као и вијест коју је Михаиловић од Италијана о намјери Нијемаца да уђу у Црну Гору и заробе га. У таквим околностима, Михаиловић је одустао од борбе са партизанима и одлучио да се са оба корпуса врати у Србију.

## Исход битке
У бици на Неретви, главна ОГД ВШ НОВЈ осујетила је планове њемачке и италијанске команде да је униште. Иако је партизанска групација претрпјела велике губитке, пробила се из обруча и током наредних борби нанијела низ пораза четничким трупама, након чега је иницијатива у грађанском рату у Југославији у потпуности прешла на партизане.
Међутим, контраофанзива ОГД није довела до накнадног спровођења стратешких циљева ВШ НОВЈ — продора у Србију. Након што је почетком априла 1943. стигао у сјеверну Црну Гору, ОГД се смјестио на подручју које је било географски повољно за Силе Осовине и њене савезнике. У случају сљедећег покушаја опкољавања партизанске групе, избор путева за бјекство за ОГД био је ограничен етнополитичким (Албанија), географским (Јадранско приморје) и војним препрјекама (њемачка окупациона војна управа у Србији).
Операција „Вајс-2” није обезбиједила Силама Осовине испуњење њихових задатака. Њемачке, италијанске и усташко-домобранске трупе нису успјеле да униште партизанску групацију и да обезбједе дугорочну реинтеграцију подручја под партизанском контролом у политички систем Независне Државе Хрватске. Према Клаусу Шмидеру, јединице НОВЈ биле су веома јаке и бројне, а политички утицај КПЈ у српским селима западне Хрватске био је толико јак да је и прије краја борбених дејстава поново успостављена партизанска контрола у областима које су недавно „прочешљале” трупе генерала Литерса и Роботија. Сходно томе, пријетња које је НОВЈ представљала окупационим снагама прије почетка циклуса операција „Вајс” није отклоњена.
Истовремено, штаб главнокомандујућег на Југоистоку резултате заједничке операције „Вајс—Мостар” је оцијенио као задовољавајуће. Партизани су претрпјели велике губитке. ОГД НОВЈ и центар партизанске активности потиснути су из њемачке зоне одговорности НДХ у италијанску. Напредовање 7. СС дивизије „Принц Еуген” и њено накнадно присуство у близини Мостара елиминисали су пријетњу подручју богатим рудом боксита. Комуникационе линије у НДХ су постале сигурније. Насупрот томе, операција „Вајс-2” није донијела успјех Италијанима. Уз велике губитке у људству, губитак неке контроле и утицаја у НДХ, кретање ОГД на територију Црне Горе претворило је овај простор у ратиште, као у почетком периоду италијанске окупације 1941. године.
Информације о губицима НОВЈ су двосмислене. Историчар Велимир Терзић преноси да је број партизански жртава током 40 дана битке на Неретви износио 4500—5000 људи, не рачунајући избјеглице. Према историчару Младенку Цолићу, формације и одреди НОВЈ су током „четврте непријатељске офанзиве” имале преко 4000 убијених и рањених. Алтернативне информације из штаба главнокомандујућег на Југоистоку о губицима НОВЈ даје Клаус Шмидер. Према њима, током операције „Вајс-1” и „Вајс-2” убијено је 11.915 партизана и заробљено 47 митраљеза и 589 пушака. Значајно разлика у броју убијених и заробљеног оружја објашњава се и вансудским погубљењима заробљених осумњичених, тако и благовремено прикупљање наоружања од погинулих и рањених партизана, што је било олакшано у условима повлачења великих формација (од батаљона до дивизије) са бојишта. Овај податак допуњује историчар Јозо Томашевић, „Иако су партизани избјегли уништење главнине својих снага и спасили своје болесне и рањене, Нијемци су током операције Вајс узели страховити данак у људским животима. Према извјештају генерала Литерса од 31. марта генералу Винку Бегићу, државном тајнику министарства оружаних снага НДХ, њемачке и хрватске квислиншке снаге заједно убиле су (избројено или процијењено) 11.915 партизана; 616 стријељано је смјеста по заробљавају, а заробљено је још 2506 партизана, од којих је 775 одведено у концентрационе логоре.” Томашевић тврди да су значај дио ових жртава били цивили.
Губици њемачких трупа током циклуса операција „Вајс” износили су 2488 убијених, рањених и несталих. Према непотпуним подацима, укупни губици италијанских трупа достигли су око 6000 људи. Највећу штету претрпјеле су четничке трупе, које су до краја рата нису опоравиле од пораза на Неретви. Од 20.000 четника остало је око 6000.
Западни и југословенски историчари биљеже високе борбене квалитете које су партизанске формације показале током битке на Неретви. Клаус Шмидер посебно признаје, „Нема сумње да је ова ’нова’ партизанска војска бриљантно прошле тест у операцији ’Вајс’ и нанијела значајну штету непријатељу”. Послије битке на Неретви, први пут је међу њемачком командом забиљежено да партизане „треба сматрати слабо опремљеним трупама, али не и бандама”.
Јозо Томашевић закључује да су четнички неуспјеси на Неретви и током каснијих војних операција резултат комбинација грешака и недостатака: лоше планирање и руковођење под Михаиловићем и његовим командантима, недостатак сарадње између команданта, претјерано самопоуздање и потцјењивање партизана, као и неодлучност „да се боре с дозрелим, супериорно вођеним и — на Неретви — очајнички одлучним партизанским снагама”. У бици на Неретви, разузданост и разједињеност „гомиле” Михаиловићевих територијалних одреда, која је хтјела да брани само своја ближа подручја и није жељела да се одлучно бори далеко од куће, постала је очигледнија него икада.
Оцјењујући посљедице битке на Неретви, Клаус Шмидер наводи, „За Тита је пробој кроз Неретву био и политички и војни тријумф. Политички, јер захваљујући спасавању у драматичним околности већине лежећих рањеника и болесника, наратив о овој бици и током рата и по његовом завршетку добија епске размјере и постаје камен темељац самопоштовања партизанског покрета. Војни тријумф, јер су Титове трупе, сачињене од пет дивизија (око 40—50% главних јединица НОВЈ), не само што су избјегле готово сигурно уништење, већ су одмах задале низ одлучујућих удараца четницима у источној Херцеговини.” Младенко Цолић сматра битку на Неретви једном од одлучујућих операција НОВЈ током Народноослободилачког рата.
Према закључку српских историчара Предрага Бајића и Мирјане Зорић, пораз четника у завршној етапи битке на Неретви и актуелна војно-политичка ситуација у Југославији навели су британског премијера Винстона Черчила да у ВШ НОВЈ пошаље војну мисију предвођену капетаном Вилијамом Стјуартом. У бици на Неретви постао је очигледан колаборационизам четника. Био је то један од разлика за накнадну промјену политичких смјерница западних савезника у Југославији, који су кулминирали признавањем НОВЈ као савезничке војске од учесница Техеранске конференције.
Током циклуса операција „Вајс” настављена је спирала насиља и самовоље њемачких трупа, као и пооштравање метода ратовања, што је довело до великог броја цивилних жртава. Уз неслагања која су се појавила у процјени броја погинулих и заробљеног трофејног оружја, документовани су случајеви стријељања не само заробљених партизана, него и жена, дјеце и пребјега. Тако се у извјештају од 26. марта 1943. о операцијама „Вајс-2” и „Мостар” налази податак о стријељању групе од 60 избјеглица од стране јединице 7. СС дивизије „Принц Еуген”. Клаус Шмидер признаје да су у контексту антипартизанских операција људи стријељани, јер је командантима било згодније — није хтјели да се баве истрагом.
Војне операције Сила Осовине током циклуса операција „Вајс” извођене су уз активну подршку њемачког, италијанског и хрватског војног ваздухопловства, који су извршили 3345 налета, од тога 70% борбених, нанијевши значајну штету партизанским јединицама.

## Насљеђе
Упоредо са битком на Сутјесци, битка на Неретви је постала кључни фактор сјећања на херојство партизана током Народноослободилачког рата. Догађаји у бици на Неретви први пут су описани у билтену ВШ НОВЈ у априлу 1943. као „велика непријатељска офанзива”. Исте године, у августовском издању билтена, Тито је говорио о бици на Неретви (четврта офанзива) у чланку „Пета непријатељска офанзива”. Сљедећи приказ битке јавио се у марту 1944. у Титовом чланку „Борба народа поробљене Југославије”. Тумачења и оцјене изнијете у чланку тада су потврђене као званичне. Према Титовим дефиницијама, била је то „највећу битку за рањенике која је трајала 40 дана”, која се одвијала у „околностима каквих је било мало у историји ратова”.
У знак сјећања на битку на Неретви објављен је тротомни зборник радова 1965. под називом „Неретва. Зборник радова. Пролетерске и ударне дивизије у бици на Неретви”. Уводни дио првог тома написао је Јосип Броз Тито.
Југословенски играни филм Битка на Неретви из 1969. заснован је на догађајима из битке, а имао је највећи буџет у историји југословенске кинематографије. Филм је номинован за Оскар за најбољи филм на страном језику 1970. године. Аутор плаката филма био је Пабло Пикасо.
У знак сјећања на битку на Неретви, у Јабланици је 1978. отворен меморијални комплекс. Комисија за очување националних споменика Босне и Херцеговине прогласила је меморијални комплекс националним спомеником 2009. године. Средишњи дио меморијалног комплекса је зграда музеја, изграђена у духу савремене архитектуре. Дизајнери су Бранко Тадић, Здравко Дунђеровић и Мустафа Рамић. Најважнији експонат меморијалног комплекса је срушени мост на Неретви. Аутентичност меморијалног комплекса као историјског мјеста употпуњују објекти попут бункера на лијевој обали Неретве, који су користили четници, као и окупљалиште рањених партизана са вјечном ватром.
За 40. годишњицу битке на Неретви 1983. године издат је пригодни новац од легуре бакар-никл, номиналне вриједности 10 динара.